# Philoglossa
Philoglossa là một chi thực vật có hoa trong họ Cúc (Asteraceae).

## Loài
Chi Philoglossa gồm các loài: